# ばら公園 (福山市)
ばら公園（ばらこうえん）とは、広島県福山市花園町一丁目にある公園。面積1.5ha。毎年5月に福山ばら祭が開催されることで有名である。

## 概要
1956年（昭和31年）に近隣住民がバラの苗約1000本を植栽したことに始まり、2024年（令和6年）のリニューアルで規模は650種、7,000本程度となる。六角錐状のピラミッド型ばら花壇「ローズヒル」が整備されている福山市緑町の緑町公園とともに福山ばら祭のメイン会場となっている。ばら公園と緑町公園の中間には2015年度に花園公園が整備され回遊性が高められた。また、福山駅とばら公園の間も「ローズロード」として整備されており、その中間地点には中央公園がある。

## 歴史
福山市は1945年8月8日の福山大空襲で市街地の約8割を焼失し300人以上が亡くなった。
1956年、南公園（後のばら公園）付近の住民がバラの苗約1,000本を植栽したことに始まる。
1967年度（昭和42年度）には「全国美しい町づくり賞」を受賞し、1968年（昭和43年）に「ここに善意の花ひらく」と刻まれた碑がばら公園に設置された。また、1968年に第1回ばら祭が開催された。なお、1970年代から1980年代には公園内には噴水も設けられていた。
2006年には世界バラ会議優秀庭園賞を受賞した。
2025年5月に福山市で開催される世界バラ会議福山大会に向けて公園のリニューアル工事が行われ、花の本数や品種が増やされるとともに夜間照明も新設され、2024年4月13日にリニューアルオープンすることとなった。